# Ниндзя из Беверли-Хиллз
«Ниндзя из Беверли-Хиллз» — комедийный остросюжетный боевик 1997 года, повествующий о неуклюжем ниндзя. Режиссёр фильма — Деннис Дуган, авторами сценария являются Марк Фельдберг и Митчелл Клебанов.

## Сюжет
В фильме Крис Фарли сыграл Хару — юношу, найденного ниндзя в младенчестве и воспитанного ими. Однако он не вобрал в себя их культуру и не приобрел способностей ниндзя, став всего лишь дилетантом-ниндзя. Тем не менее Хару получает задание выяснить тайну убийства, которое его приводит в Штаты, Беверли-Хиллз.
Хару — человек европейской внешности, но выращенный кланом ниндзя в Японии. Ниндзя из Хару никудышный. В один прекрасный день в додзё заходит прекрасная американка и просит помощи у «Великого белого ниндзя» проследить за своим парнем. Хару, желая ублажить даму, соглашается. Но в результате он становится главным подозреваемым в убийстве, совершённом парнем девушки (мафиози-фальшивомонетчиком). Вернувшись к сэнсэю, Хару узнаёт что девушка вернулась домой в Беверли-Хиллз. Считая, что она в опасности, Хару умоляет сэнсэя отпустить его в Америку. Скрепя сердце, учитель отпускает Хару, но тайком посылает за ним своего лучшего ученика Гобэя. Перед Хару стоит нелёгкая задача — найти в крупном городе девушку и спасти её от мафии якудза и в то же время воплотить в жизнь древнюю легенду о «Великом белом ниндзя». Добрые намерения, настойчивость и помощь настоящих ниндзя клана помогает Хару добиться успеха в задуманном деле, несмотря на все его дурацкие поступки.

## В ролях
| Актёр            | Роль                      |
| ---------------- | ------------------------- |
| Крис Фарли       | Хару                      |
| Николетт Шеридан | Эллисон Пэйдж/Салли Джонс |
| Робин Шу         | Гобэй                     |
| Натаниель Паркер | Мартин Тэнли              |
| О Сунтхэк        | сэнсэй                    |
| Кит Кук          | Нобу                      |
| Крис Рок         | Джои Вашингтон            |

## Музыка
1. «You’re a Ninja?…»
2. «Kung Fu Fighting» — Patti Rothberg
3. «One Way or Another» — Blondie
4. «…We Are in Danger…»
5. «Tsugihagi Boogie Woogie» — Ulfuls
6. «Low Rider» — War
7. «The blackness of my belt…»
8. «Tarzan Boy» — Baltimora
9. «…my identity must remain mysterious…»
10. «Turning Japanese» — The Vapors
11. «You’re the big, fat Ninja, aren’t you?»
12. «Kung Fu Fighting» — Карл Дуглас
13. «I’m Too Sexy» — Right Said Fred
14. «…close to the temple, not inside»
15. «I Think We’re Alone Now» (японская версия) — Лена Лович
16. «Finally Got It» — Little John
17. «…Yes, I guess I did»
18. «The End» — Джордж Клинтон & Бакетхэд